# Ribellione di Şahkulu
La ribellione di Şahkulu fu una grande rivolta filo-sciita e filo-safavide scoppiata in Anatolia e diretta contro l'Impero ottomano tra il 9 aprile e il 2 luglio 1511. Pur avendo coinvolto in principio le tribù turkmene delle montagne del Tauro, essa si estese a un'ampia varietà di gruppi etnici scontenti. Deve il nome al capo dei ribelli che la provocò, Şahkulu, la cui morte in battaglia segnò anche la fine dell'insurrezione.

## Contesto storico
La dinastia safavide si affermò e si consolidò con Ismail I all'inizio del XVI secolo: poiché egli era di fede sciita e in parte turcomanno, rientrava anche nelle simpatie dei turcomanni che vivevano nell'Impero ottomano.
I Kizilbash, dei popoli anatolici sottoposti all'autorità safavide, godevano di una forte predominanza in tutta l'Anatolia dalla fine del XV secolo alla metà del XVI secolo e assunsero un ruolo cruciale nella ribellione di Şahkulu. Nei decenni che precedettero gli eventi della ribellione, per via della disomogeneità religiosa tipica di quella regione geografica, lo Stato prevalentemente sunnita ottomano dimostrò una notevole tolleranza nei confronti degli sciiti. Tuttavia, a partire dall'inizio del XVI secolo, questa tolleranza iniziò a scomparire; secondo la terminologia ufficiale ottomana del periodo, un Kizilbash corrispondeva a un eretico ribelle sospettato di relazioni illecite con i Safavidi. Alcuni studiosi fanno corrispondere la scomparsa del tradizionale regime di tolleranza precedente al declino dell'Ak koyunlu, così come per converso al crescente sviluppo socio-politico safavide.
Benché la rivolta riguardò perlopiù i Kizilbash, tra i futuri partecipanti rientravano vari gruppi minoritari come gli ex spahi, i ghazi espropriati e altri popoli turcomanni. Questa diminuzione della tolleranza contribuì in parte al malcontento delle tribù turcomanne in Anatolia nei confronti dell'impero ottomano. Poiché si rifiutavano di contribuire all'erario osmanico né accettavano il loro controllo, delle tribù turcomanne si avvicinarono a una forma di sciismo più militante. Un simile malcontento avrebbe portato a molteplici rivolte nell'Anatolia orientale guidate da capi tribali.
Ispirati dai missionari safavidi, i turcomanni che vivevano in territorio ottomano, «fino all'ovest di Konya», si lasciarono coinvolgere come se si trattasse di un «fervente movimento messianico» sotto la spinta di Şahkulu. Egli e i suoi seguaci cercarono di "replicare" lo stesso tipo di rivolta guidata da Ismail I diversi anni prima, «forse in previsione di un'unione con i Safavidi». Le attività di Ismail I non sfuggirono all'attenzione degli ottomani, i quali tuttavia erano più concentrato sugli ultimi anni del sultano Bayezid II e sui dubbi in merito alla successione al potere che avrebbero portato all'interregno. Ismail riuscì così ad accattivarsi molti sostenitori tra i sudditi ottomani. Tra questi sostenitori vi era proprio Şahkulu (che significa "servo dello scià"), un membro della tribù turkmena Tekkelu.

## La ribellione
Durante i primi giorni di interregno, Korkut, uno dei principi (Şehzade), stava viaggiando da Antalya a Manisa per trovarsi più vicino alla capitale. Şahkulu riuscì ad avvicinarsi alla sua carovana e derubò il tesoro, iniziando poi ad attaccare le città e a uccidere gli ufficiali governativi nelle città. Fece inoltre il suo ingresso ad Alaşehir per impadronirsi di una parte del tesoro reale. Solo allora una forza ottomana sotto Karagöz Ahmet Pascià, il beylerbey di Anadolu, fu inviata per controllare le sue attività. Şahkulu, tuttavia, sconfisse le forze di Ahmet Pascià e poi lo fece giustiziare. Ciò aumentò la fama e il prestigio di Şahkulu, tanto che i suoi sostenitori finirono per ritenerlo invincibile dopo aver assaltato una carovana reale e aver ucciso un funzionario di alto rango ottomano. Dopo di lui fu inviato un secondo esercito i cui comandanti erano Şehzade Ahmet, uno dei pretendenti al trono, e il gran visir Hadim Ali Pascià. Essi riuscirono a costringere Şahkulu a ripiegare vicino Altıntaş (nell'odierna provincia di Kütahya), ma invece di combattere, Ahmet cercò di assoldare i giannizzeri alla sua causa. Non riuscendo a raggiungere tale obiettivo, lasciò il campo di battaglia e Şahkulu vide la sua occasione per fuggire. Ali Pascià, al comando di una forza più esigua, lo inseguì e si scontrò con lui a Çubukova tra Kayseri e Sivas. La battaglia, avvenuta nel luglio del 1511 terminò con un esito incerto e sia Ali Pascià che Şahkulu rimasero uccisi.

## Conseguenze
I sostenitori di Şahkulu non furono sconfitti, ma avevano perso il loro comandante e in molti si dispersero. Dopo che un terzo esercito fu inviato dalla Porta ottomana, i più irriducibili fuggirono in Persia. Durante la loro fuga aggradirono una carovana e uccisero senza saperlo un noto studioso persiano. Di conseguenza, anziché conceder loro ospitalità, Ismail li giustiziò. Nel frattempo, nelle terre ottomane, il comportamento del principe Ahmet nella battaglia provocò delle reazioni contrastanti tra i soldati. Inoltre, la morte di Hadım Ali, il comandante più fidato di Ahmet, fornì un vantaggio ai più giovani pretendenti al trono: la successione sarebbe poi ricaduta su Selim I, sotto il cui regno gli osmanici vissero una fase storica particolarmente positiva. Selim, da sunnita molto devoto quale era, controllò efficacemente le attività sciite nelle terre ottomane dopo aver sconfitto Ismail nella battaglia di Cialdiran nel 1514.
Ciononostante, la frustrazione degli ottomani in relazione alla «perdita di gran parte dei loro possedimenti asiatici non fu alleviata». L'odio degli osmanici per Ismail I non si placò, anche se questi si scusò per le atrocità causate dai turcomanni e "rinnegò" Şahkulu.
Poiché esisteva la possibilità di un «esodo di massa turcomanno nel regno safavide», Bayezid II si preoccupò di stabilire buone relazioni con Ismail, «almeno in teoria, e accolse con favore la buona volontà di Ismail nel voler stabilire relazioni di buon vicinato». Nelle lettere inviate a Ismail, Bayezid II si rivolgeva a quest'ultimo come all'«erede del regno di Kaykhosrow - il leggendario grande re dello Shahnameh - e di Dara (Dario) dell'antico impero persiano». Lo studioso Abbas Amanat aggiunge: «[Il sultano] suggerì inoltre a Ismail di comportarsi come un vero re, di salvaguardare i suoi preziosi e strategicamente vitali domini con giustizia ed equanimità, di porre fine alle conversioni forzate e di anelare alla pace con i suoi vicini».
Lo scenario politico provocato dalla rivolta spinse il successivo sultano ottomano, Selim I, a prendere misure violente contro il Kizilbash e a dichiarare guerra alla Persia. Tra le misure violente rientrò il decreto di Selim I di uccidere più di 40 000 Kizilbash, bambini e anziani inclusi, in Rumelia e Anatolia prima della battaglia di Cialdiran nel marzo 1514. Nelle lettere non datate inviate da Selim a Isma'il I, che si stima furono scritte nel 1514, Selim I affermò: «Si è più volte sentito dire che hai sottoposto la retta comunità di Maometto alla tua subdola volontà» e ha esposto i suoi piani per «incoronare la testa di ogni albero patibolo con un Sufi che indossa la corona e cancellare la fazione dalla faccia della terra».